# Штрюбин, Симон
Симо́н Штрю́бин (нем. Simon Strübin, Simon Struebin; род. 21 марта 1979, Цюрих) — швейцарский кёрлингист.
В составе мужской сборной Швейцарии участник зимних Олимпийских игр 2006 года (заняли пятое место) и 2010 года (стали бронзовыми призёрами); участник четырёх чемпионатов мира и двух чемпионатов Европы. Пятикратный чемпион Швейцарии среди мужчин. В составе юниорской мужской сборной Швейцарии участник юниорского чемпионата мира.
В «классическом» кёрлинге (команда из четырёх человек одного пола) играл в основном на позиции первого.

## Достижения
- Зимние Олимпийские игры: бронза (2010).
- Чемпионат мира по кёрлингу среди мужчин: серебро (2003).
- Чемпионат Европы по кёрлингу: серебро (2009).
- Чемпионат Швейцарии по кёрлингу среди мужчин: золото (2002, 2005, 2007, 2009, {{НЧКЁ}SUI|м|2014}}).
- Чемпионат мира по кёрлингу среди юниоров: бронза (1998).

## Команды
| Сезон   | Четвёртый    | Третий        | Второй        | Первый            | Запасной                                                                     | Турниры                                                |
| ------- | ------------ | ------------- | ------------- | ----------------- | ---------------------------------------------------------------------------- | ------------------------------------------------------ |
| 1997—98 | Ральф Штёкли | Martin Zaugg  | Симон Штрюбин | Clemens Oberwiler | Christian Haller                                                             | ЧМЮ 1998                                               |
| 2001—02 | Ральф Штёкли | Клаудио Пеша  | Паскаль Зибер | Michael Bösiger   | Симон Штрюбин                                                                | ЧШМ 2002                                               |
| 2002—03 | Ральф Штёкли | Клаудио Пеша  | Паскаль Зибер | Симон Штрюбин     | Марко Баттилана тренер: Патрик Хюрлиман                                      | ЧМ 2003                                                |
| 2003—04 | Ральф Штёкли | Клаудио Пеша  | Паскаль Зибер | Симон Штрюбин     |                                                                              |                                                        |
| 2004—05 | Ральф Штёкли | Клаудио Пеша  | Паскаль Зибер | Марко Баттилана   | Симон Штрюбин                                                                | ЧШМ 2005                                               |
| 2005—06 | Ральф Штёкли | Клаудио Пеша  | Паскаль Зибер | Марко Баттилана   | Симон Штрюбин тренеры: Патрик Хюрлиман (ЧЕ, ЗОИ, ЧМ), Heinz Schmid (ЧЕ, ЗОИ) | ЧЕ 2005 (4 место) ЗОИ 2006 (5 место) ЧМ 2006 (5 место) |
| 2006—07 | Ральф Штёкли | Ян Хаузер     | Маркус Эгглер | Симон Штрюбин     | Андреас Шваллер (ЧМ) тренер: Rouven Welschen (ЧМ)                            | ЧШМ 2007 · ЧМ 2007 (4 место)                           |
| 2007—08 | Ральф Штёкли | Ян Хаузер     | Маркус Эгглер | Симон Штрюбин     | Rouven Welschen                                                              |                                                        |
| 2008—09 | Ральф Штёкли | Ян Хаузер     | Маркус Эгглер | Симон Штрюбин     | Дамиан Грихтинг                                                              | ЧШМ 2009                                               |
| 2008—09 | Ральф Штёкли | Ян Хаузер     | Маркус Эгглер | Симон Штрюбин     | Тони Мюллер тренер: Расс Ховард                                              | ЧМ 2009 (4 место)                                      |
| 2009—10 | Ральф Штёкли | Ян Хаузер     | Маркус Эгглер | Симон Штрюбин     | Тони Мюллер тренер: Томас Липс                                               | ЧЕ 2009                                                |
| 2009—10 | Ральф Штёкли | Ян Хаузер     | Маркус Эгглер | Симон Штрюбин     | Тони Мюллер тренеры: Томас Липс, Lorne Hamblin                               | ЗОИ 2010                                               |
| 2010—11 | Тони Мюллер  | Томас Липс    | Remo Schmid   | Симон Штрюбин     | Ян Хаузер                                                                    |                                                        |
| 2013—14 | Бенуа Шварц  | Петер де Круз | Доминик Мерки | Валентин Таннер   | Клаудио Пеша, Симон Штрюбин (ЧШМ) тренер: Клаудио Пеша                       | ЧШМ 2014                                               |

(скипы выделены полужирным шрифтом)